# Eclipsa de Soare din 16 iulie 1330
Eclipsa de Soare din 16 iulie 1330 a fost totală și a fost prevăzută de astronomul, istoricul, diplomatul și teologul bizantin Nichifor Gregoras, care a folosit pentru aceasta Tabelele facile ale lui Theon din Alexandria și Almageste de Ptolemeu.
Eclipsa de Soare din 16 iulie 1330 face parte din seria Saros 125.
Această eclipsă de Soare s-a produs în urmă cu 694 ani, 233 zile.